# Раушвиц (коммуна)
Раушвиц (нем. Rauschwitz) — община в Германии, в земле Тюрингия. 
Входит в состав района Заале-Хольцланд. Подчиняется управлению Айзенберг (Тюринген).  Население составляет 218 человек (на 31 декабря 2010 года). Занимает площадь 8,76 км².